# Carlos Arévalo
Carlos Arévalo López, né le 6 décembre 1993 à Betanzos, est un kayakiste espagnol pratiquant la course en ligne dans les compétitions internationales séniors à partir de 2013.

## Carrière
Pour ses premières compétitions internationales, il participe aux Championnats d'Europe en 2013 à Montemor-o-Velho dans l'épreuve du K2-200m avec Cristian Toro où ils doivent se contenter d'une sixième place. Deux mois plus tard, ils sont présents aux championnats du monde 2013 de Duisbourg en K2-200m avec à la clé une septième place en finale. Il fait partie aussi du relais espagnol K1-200m qui se classera cinquième. En 2014 pour les championnats suivants à Moscou, ils ne parviennent pas à atteindre la finale A et se contentent de la victoire en finale B ; il participe au relais avec une sixième place. Arévalo participe en 2015 aux Jeux européens de Bakou et échoue à six millièmes du podium. Lors des mondiaux 2015, le K2 est dixième.
En 2016, année olympique, il se redirige vers les championnats du monde espoirs organisés à Minsk et décroche une médaille de bronze en monoplace U23 sur 200m. En 2017, il est trop juste pour atteindre la finale A des championnats du monde en 2017 en K1-200m et ils s'essaie au K4 500m pour les championnats d'Europe (7e en 1 min 23,100 s).
Sa première médaille sénior, il l'obtient en 2019 sur 500 mètres en kayak à quatre avec l'argent aux Championnats du monde à Szeged avec ses coéquipiers Craviotto, Germade et Walz.
Aux Jeux Olympiques de 2020 à Tokyo, le même équipage concoure en kayak sur 500 mètres où, pourtant favoris après avoir amélioré la meilleure performance olympique en qualification, ils franchissent la ligne en deuxième position dans une finale remportée par les Allemands.
Il remporte la médaille d'or en K-4 500 mètres aux Jeux européens de 2023 à Cracovie.

## Palmarès

### Jeux olympiques
- 2020 à Tokyo,  Japon
  -  Médaille d'argent en K-4 500 m

### Championnats du monde de course en ligne de canoë-kayak
- 2019 à Szeged,  Hongrie
  -  Médaille d'argent en K-4 500 m

### Jeux européens
- Jeux européens de 2023 à Cracovie
  -  Médaille d'or en K-4 500 m